# Kościół Chrystusowy w Kołobrzegu
Kościół Chrystusowy w Kołobrzegu – budynek kościelny w Kołobrzegu należący do zboru Kościoła Chrystusowego w RP.
Kościół został zbudowany w latach dwudziestych XX wieku. Przed II wojną światową służył jako świątynia Kościoła Nowoapostolskiego. W 1945 po wkroczeniu Armii Czerwonej do Kołobrzegu został splądrowany i utracił funkcję sali do nabożeństw. 1 czerwca 1945 odbyła się w nim uroczystość przekazania przez radzieckie władze wojskowe miasta stronie polskiej. Do 1978 budynek pokościelny służył różnym celom. Pierwotnie był użytkowany jako świetlica zakładu usług rybackich Barka, następnie jako magazyn mebli, potem magazyn produktów spożywczych, a w końcu został przebudowany na piekarnię spółdzielni Społem.
W 1979 obiekt został przekazany przez władze państwowe wspólnocie Kościoła Chrystusowego ze Zjednoczonego Kościoła Ewangelicznego. Został wyremontowany i stał się budynkiem kościelnym zboru tego wyznania w Kołobrzegu, a następnie kolejno od 1988 salą do nabożeństw Kościoła Zborów Chrystusowych i od 2004 Wspólnoty Kościołów Chrystusowych. W latach 90. XX wieku rozbudowano świątynię o nową salę modlitewną i dobudowano budynek wielofunkcyjny. Prace modernizacyjne zakończono na początku XXI wieku.